# Ermächtigungsgesetz (Iran)
Mit dem Gesetz zur Bevollmächtigung von Herrn Premierminister Dr. Mohammad Mossadegh für sechs Monate vom 3. August 1952 erteilte das iranische Parlament Premierminister Mohammad Mossadegh außergewöhnliche Vollmachten (ein sogenanntes Ermächtigungsgesetz). Dieses Vorgehen widersprach der iranischen Verfassung, die keine solche Übertragung von Rechten vom Parlament, Senat und Monarch auf den Premierminister vorsah, weil damit das die elementare Grundlage des Verfassungsstaats bildende Prinzip der Gewaltenteilung durchbrochen wurde. Mossadegh bestand allerdings auf dieser Vollmacht, da er das Land in einer Notsituation sah.

## Vorgeschichte
Angesichts der wirtschaftlichen wie auch zunehmend politischen Krise in Iran, die unter dem Namen Abadan-Krise in die Geschichte eingegangen ist, beschloss Premierminister Mossadegh im Juli 1952, von Schah Mohammad Reza Pahlavi umfassende Vollmachten einzufordern. Insbesondere seine Forderung, auch das Kriegsministerium zu übernehmen und damit die Kontrolle über die Besetzung der militärischen Führungspositionen zu bekommen, stieß beim Schah auf entschiedenen Widerstand; der Schah verweigerte sich, und Mossadegh reichte am nächsten Tag seinen Rücktritt ein.
Am 16. Juli 1952 wurde Ahmad Qavam von Schah Mohammad Reza Pahlavi zum neuen Premierminister ernannt. Qavam galt als einer der erfahrensten iranischen Politiker. Den Posten des Premierministers hatte er bereits viermal übertragen bekommen, das erste Mal im Jahr 1921. Premierminister Qavam gab sofort seine Absicht bekannt, die zuvor von Mossadegh abgebrochenen Verhandlungen mit Großbritannien wieder aufzunehmen, um die Frage der Entschädigungszahlungen für die verstaatlichten Ölanlagen in Abadan zu klären und die britische Seeblockade zu beenden. Diese Umkehr der von Mossadegh verfolgten Politik führte zu massiven Protesten von Anhängern verschiedenster Strömungen; von Kommunisten ebenso wie von den vom Ajatollah Abol-Ghasem Kaschani geführten Klerikern. Die Aktivisten der kommunistischen Tudeh-Partei riefen zu Massendemonstrationen gegen Premierminister Qavam auf.
Am 20. Juli 1952 gab der Internationale Gerichtshof in Den Haag, der von Großbritannien in der Frage der Verstaatlichung der Ölanlagen der AIOC angerufen worden war, bekannt, dass er in dem Streit zwischen Iran und Großbritannien keine richterliche Zuständigkeit habe. Die Anhänger Mossadeghs sahen diesen Richterspruch als einen Sieg an, da sich das Gericht der iranischen Argumentation angeschlossen hatte. Die Frage der Entschädigungszahlungen war damit aber nicht geklärt, sondern lediglich an den UN-Sicherheitsrat verwiesen worden, der von der iranischen Regierung angerufen worden war. 
Für den 21. Juli riefen die kommunistische Tudeh-Partei und die Geistlichen um Ajatollah Kaschani zu einem Tag des Nationalen Widerstandes auf, um den Rücktritt von Premierminister Ahmad Qavam zu erzwingen. In Teheran kam es zu einer Großdemonstration mit mehr als 100.000 Teilnehmern. Premierminister Qavam rief die Armee zu Hilfe, die auf die Demonstranten schoss. Am Ende des Tages waren 36 Tote zu beklagen. Ahmed Qavam erklärte daraufhin noch am selben Tag seinen Rücktritt.
Mehrere Abgeordnete sprachen nun bei Schah Mohammad Reza Pahlavi vor, dass er Mossadegh wieder als Premierminister einsetzen solle, da nur er das Vertrauen der Mehrheit der Parlamentarier habe. Der Schah kam dieser Forderung nach, und am 27. Juli 1952 sprach das iranische Parlament mit 61 Stimmen zu 3 Gegenstimmen Mossadegh das Vertrauen als Premierminister aus. Mossadegh hatte vor seiner Ernennung allerdings darauf bestanden, dass er das Amt nur antreten würde, wenn ihm als Premierminister umfassende Vollmachten zugestanden würden. In der dem Vertrauensvotum folgenden 21. Sitzung der 17. Legislaturperiode des iranischen Parlaments stellte Premierminister Mossadegh sein neues Regierungsprogramm vor, für dessen Umsetzung er dann beim Parlament die entsprechenden Vollmachten einforderte. Nach heftigen Diskussionen wurde das Gesetz zur Bevollmächtigung von Dr Mohammad Mossadegh in der 22. Sitzung verabschiedet.

## Gesetzestext
Gesetz zur Bevollmächtigung von Herrn Premierminister Dr. Mohammad Mossadegh für sechs Monate
Herr Premierminister Dr Mohammad Mossadegh wird mit Datum der Verabschiedung dieses Gesetzes für die Dauer von sechs Monaten beauftragt, Gesetzentwürfe auszuarbeiten, die für die Umsetzung der untenstehenden neun Punkte des am 29. Juli 1952 vom Parlament beschlossenen Regierungsprogramms erforderlich sind:
1. Überarbeitung des Wahlgesetzes zum Parlament und zu den Stadträten.
2. Neuvorlage des Haushaltsgesetzes unter Berücksichtigung einer Senkung der Ausgaben und Erhöhung der Einnahmen durch die Einführung direkter Steuern und sofern notwendig indirekter Steuern.
3. Belebung der Wirtschaft durch Produktionserhöhungen (in den staatlichen Betrieben) und die Schaffung von Arbeitsplätzen sowie einer Revision des Geld- und Bankwesens.
4. Aufbau der Ölwirtschaft des Landes auf der Grundlage des Gesetzes zur Verstaatlichung der Ölindustrie, einschließlich der neun Paragraphen zur Umsetzung des Verstaatlichungsgesetzes sowie des Beschlusses zur Gründung der National Iranian Oil Company (NIOC).
5. Reorganisation der Staatsverwaltung und Neufassung der Einstellungsgesetze für Beamte, Richter und der Armee.
6. Schaffung von Dorfräten zur Durchführung von durch Steuern finanzierter sozialer Reformen.
7. Überarbeitung der gesetzlichen Grundlagen des Rechtswesens.
8. Überarbeitung des Pressegesetzes.
9. Überarbeitung der gesetzlichen Grundlagen für kulturelle Angelegenheiten, des Gesundheitswesens und der Kommunikationsmittel.

Die Gesetzentwürfe sind innerhalb der sechsmonatigen Gültigkeitsdauer dieser Vollmacht dem Parlament zur Diskussion und Beschlussfassung vorzulegen. Solange die rechtliche Situation der Gesetzesvorlagen vom Parlament und dem Senat nicht geklärt wurde, kommen sie ohne Veränderung zur Ausführung.
Ahmad Razavi, Stellvertretender Parlamentsvorsitzender
Beschlossen am 3. August 1952.
Zustimmung des Senats am 11. August 1952.

## Ausführung des Gesetzes

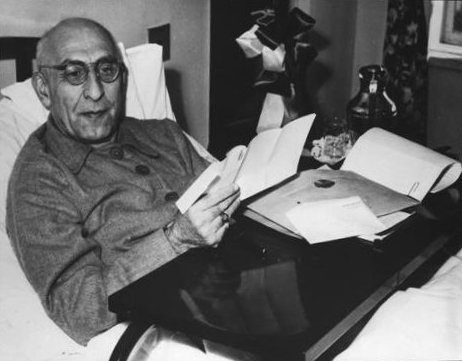
Mohammad Mossadegh als Premierminister

Nachdem das Ermächtigungsgesetz vom Senat bestätigt und vom Schah unterschrieben worden war, unterzeichnete Mossadegh umgehend ein Gesetz zur Freilassung von Khalil Tahmasbi, einem Mitglied der Fedajin-e Islam, der am 7. März 1951 den früheren Premierminister Hadsch Ali Razmara erschossen hatte. Premierminister Razmara, der gegen eine Verstaatlichung der britischen Ölanlagen war, war damals von Mossadegh persönlich angegriffen worden: 

„... Ich schwöre bei dem einen Gott, es wird Blut fließen, es wird Blut fließen. Wir werden kämpfen, und wir werden vielleicht getötet werden. Falls Sie ein Mann des Militärs sind, so bin ich mehr Soldat als Sie. Ich werde töten, noch in diesem Parlament werde ich Sie töten.“

Aufgrund des von Mossadegh unterzeichneten Gesetzes wurde Tahmasbi der Ehrentitel Ostad (persisch für „Meister“) und eine lebenslange Rente verliehen. 
Wie die in den folgenden Monaten im Parlament geführte Diskussion zeigt, hielt sich Mossadegh nicht an das im Ermächtigungsgesetz vorgesehene Verfahren, die von ihm unterschriebenen vorläufig gültigen Gesetze, zur Diskussion und Beschlussfassung dem Parlament vorzulegen. Immer wieder kritisierten Abgeordnete, dass Mossadegh aus Krankheitsgründen nicht vor dem Parlament erscheine und das Land „von seinem Schlafzimmer aus regiere“. Da die Dauer der Vollmachten auf sechs Monate begrenzt waren, verlagerte sich die parlamentarische Diskussion hin zu der Frage einer möglichen Verlängerung des Ermächtigungsgesetzes.

Als Mossadegh am 6. Januar 1953 eine Verlängerung der Vollmacht vom Parlament verlangte, schrieb Ajatollah Kaschani zusammen mit anderen Abgeordneten einen offenen Brief, in dem er die Verlängerung ablehnte: 

„Die Verlängerung dieser Vollmacht ist gegen die Verfassung und niemand sollte ihr zustimmen.“

Selbst der Abgeordnete Haerizadeh, ein Gründungsmitglied der Nationalen Front, deren führendes Mitglied Mossadegh war, verwies in der 60. Sitzung des Parlaments auf die entsprechenden Paragraphen 27 und 28 der iranischen Verfassung, in der der Gesetzgebungsprozess und die Befugnisse der in der Verfassung definierten staatlichen Organe "Madschles Schora Melli", "Madschles Senat" und "Schah" geregelt sind. Die Verfassung sagt in Paragraph 28, dass in Iran die politischen Gewalten "Legislative", "Executive" und "Rechtsprechung" getrennt sind. Dies bedeutet, dass die Regierung keine Gesetze verabschieden kann.
 

Parlamentspräsident Kaschani schlug in derselben Sitzung einen noch schärfen Ton an: 

„So lange ich Vorsitzender des Parlaments bin, erlaube ich es nicht, dass solch ein Gesetz hier zur Diskussion gestellt wird. Als Vorsitzender des Parlaments bin ich gegen dieses Gesetz, da es gegen die Verfassung verstört und gegen das Wohlergehen des iranischen Volkes gerichtet ist. Das Parlament kann nicht Gesetze diskutieren, die eindeutig gegen die Paragraphen 11, 13, 24, 25, 27 der Verfassung und Paragraphen 27 und 28 der Ergänzung der Verfassung verstoßen. Ich bin dagegen, dass die Gewaltenteilung nicht respektiert wird, denn in diesem Fall bewegt sich das Land auf eine Diktatur zu. Das Recht, Gesetze zu verabschieden, wurde den Abgeordneten des Parlaments übertragen. Diese Abgeordnete haben nicht das Recht, dieses Recht jemanden anderen zu übertragen. Ich ordne deshalb an, dass diese Gesetzesvorlage hier nicht diskutiert wird. Ferner muss verhindert werden, dass solche Gesetze überhaupt auf die Tagesordnung des Parlaments gesetzt werden. Die Abgeordneten haben diesen Fehler schon einmal begangen, und ich sehe keine Veranlassung dazu, dass wir diesen Fehler wieder begehen.“

Der Abgeordnete und Führer der Arbeiterpartei Mozaffar Baqai übte massive Kritik am Verhalten Mossadeghs dem Parlament gegenüber. Baqai warnte Premierminister Mossadegh vor einer allzu engen Zusammenarbeit mit der kommunistischen Tudeh-Partei und sagte dem Staat Iran ein ähnliches Schicksal wie das der osteuropäischen Demokratien insbesondere das der Tschechoslowakei voraus. Die Tudeh-Partei, so Baqai, werde nach dem Vorbild der kommunistischen Parteien in Osteuropa eine bürgerliche Regierung wie die von Mossadegh zunächst unterstützen, dann von sich politisch abhängig machen, um dann später selbst die Macht zu übernehmen. Baqai war der Überzeugung, dass Mossadegh sich mit seinem Verhalten dem Parlament gegenüber endgültig als ein Despot entlarvt hätte, dem es nur um seinen persönlichen Machterhalt ging, und der mit Hilfe der kommunistischen Tudeh-Partei die Monarchie abschaffen wolle.
Trotz Unterstützung durch andere Abgeordnete verloren Kaschani und Baqai diese politische Auseinandersetzung gegen Mossadegh. Eine Mehrheit der Abgeordneten einigte sich darauf, die Vollmacht unter der Bedingung zu verlängern, dass umgehend alle von Mossadegh unterschriebenen Gesetzesvorlagen dem Parlament zur Diskussion und Beschlussfassung vorzulegen wären.´Die Verlängerung der Vollmachten für Mossadegh um ein Jahr wurden vom Parlament beschlossen.

## Gesetzestext der Verlängerung der Gültigkeitsdauer des Ermächtigungsgesetzes
Gesetz zur Verlängerung der an Herrn Premierminister Dr Mohammad Mossadegh gegebene Vollmacht vom Datum des Ablaufes für ein Jahr
Die im Gesetz vom 20 Mordad 1331 (Anm.: 11. August 1952) erteilte Vollmacht wird vom Datum des Ablaufes an um ein Jahr verlängert.
Anmerkung: Die Gesetzesvorlagen, die innerhalb der sechsmonatigen Bevollmächtigung durch Premierminister Dr Mohammad Mossadegh unterschrieben worden waren und noch unterschrieben werden, müssen bis zum Ablauf der genannten Zeit vollständig dem Parlament vorgelegt werden. Dies gilt auch für die Gesetzesvorlagen, die innerhalb des einen Jahres der Verlängerung der Vollmacht unterschrieben werden. Diese müssen gerechnet vom Datum der Unterschrift binnen drei Monaten dem Parlament vorgelegt werden.
Dieses Gesetz, das aus einem Paragraph und einer Anmerkung besteht, wurde am 30 Dei 1331 (Anm.: 20. Januar 1953) beschlossen.
Ahmad Razavi, Stellvertretender Parlamentsvorsitzender

## Weitere Entwicklung
Das von Mossadegh gewünschte Gesetz wurde im Parlament zwar verabschiedet, doch die Auseinandersetzungen zwischen den Anhängern und Gegner Mossadeghs gingen weiter. Nachdem am 2. August 1953 Mossadegh die Kontrolle über die königlichen Paläste übernommen hatte, wurde dem Schah nicht mehr gestattet, ohne vorherige Erlaubnis des Ministerpräsidenten Besucher zu empfangen.
Ein am 3. August 1953 abgehaltenes Referendum zur Auflösung des Parlaments brachte Mossadegh eine Mehrheit. In Teheran stimmten 155.544 Wähler für und 115 gegen die Auflösung des Parlaments.
Die Veränderungen in Iran zogen die Aufmerksamkeit der US-Regierung auf sich. Die Vereinigten Staaten sahen durch die Gefahr einer Einflussnahme der Sowjetunion über die Tudeh-Partei ihre wirtschaftlichen und politischen Interessen gefährdet. Am 4. April 1953 billigte der CIA-Direktor Allen W. Dulles ein Budget von einer Million US-Dollar, das dazu verwendet werden sollte, Mossadegh zu stürzen (“in any way that would bring about the fall of Mossadegh”). Mit dieser Geheimdienstoperation gelang es der CIA in Zusammenarbeit mit dem Schah, monarchistischen und klerikalen Gruppen, geführt vom General im Ruhestand Fazlollah Zahedi, am 19. August 1953 Premierminister Mossadegh aus dem Amt zu entfernen. Auf Drängen der CIA hatte der Schah nach langem Zögern am 13. August eingewilligt, per Dekret den früheren Innenminister im ersten Kabinett Mossadeghs General Fazlollah Zahedi zum neuen Premierminister zu ernennen. Die rechtlichen Voraussetzungen hierfür hatte Mossadegh mit der Auflösung des Parlaments selbst geschaffen. Nach der Verfassung war der Schah berechtigt, den Premierminister nach der Auflösung des Parlaments, das den Premierminister gewählt hatte, abzusetzen und durch einen Interimspremierminister bis zur Neuwahl des Parlaments zu ersetzen. Parlamentarier hatten Mossadegh vor der Auflösung des Parlaments gewarnt, und ihn darauf aufmerksam gemacht, dass er mit der Auflösung des Parlaments dem Schah das Recht in die Hand gebe, ihn abzusetzen und durch einen anderen Premierminister zu ersetzen. In der Vergangenheit hatte der Schah bereits achtzehn Mal von diesem Recht Gebrauch gemacht. Doch Mossadegh war sich sicher, dass Schah Mohammad Reza Pahlavi diesen Schritt nicht wagen würde. Er löste das Parlament auf und begann mit der Planung für Neuwahlen.
Am 15. August 1953 wurde Mossadegh von Noureddin Kianouri, einem führenden Vertreter der Tudeh-Partei, telefonisch von seiner geplanten Entlassung durch den Schah unterrichtet. Noureddin Kianouri sprach von einem "Putsch gegen Mossadegh". Die Tudeh-Partei hatte ein geheimes Netzwerk von Mittelsmännern in der Armee bis hin zur Imperial Guard des Schahs aufgebaut, und so von den Plänen, Mossadegh als Premierminister abzusetzen, erfahren. Oberst Nematollah Nassiri, Leiter der Imperial Guard, begab sich am Abend des 15. August zum Haus von Mossadegh und übergab ihm eine von Schah Mohammad Reza Pahlavi unterzeichnete Entlassungsurkunde. Die Operation Ajax war angelaufen.